# Jisoo
Kim Ji-soo (n. 3 ianuarie 1995, Gunpo, Coreea de Sud), cunoscută sub numele de scenă JISOO, este o cântăreață și actriță sud-coreeană. Este membră a grupului de fete sud-coreean BLACKPINK, format de YG Entertainment, în august 2016. În afara carierei sale muzicale, ea și-a făcut debutul în actorie cu un rol cameo în serialul The Producers din 2015 și a jucat primul ei rol principal în serialul JTBC Snowdrop (2021–22).
JISOO și-a făcut debutul muzical solo cu single-ul ME în martie 2023. Albumul a debutat pe primul loc în Circle Album Chart cu 1,03 milioane de copii vândute în mai puțin de două zile, devenind cel mai bine vândut album din toate timpurile de către o solistă feminină din Coreea de Sud și primul care a vândut peste un milion de copii. Single-ul său principal „FLOWER” a fost un succes comercial, ajungând pe locul doi în Billboard Global 200 și în Circle Digital Chart și devenind cel mai bine clasat cântec al unei soliste coreene în Canadian Hot 100 și în UK Singles Chart.
JISOO a primit mai multe premii de-a lungul carierei sale, inclusiv două premii Golden Disc, trei premii MAMA, un premiu Circle Chart Music Award și un premiu Seoul International Drama Award pentru cea mai bună actriță coreeană. Este cea mai urmărită actriță coreeană pe Instagram și este recunoscută pentru impactul ei asupra modei ca ambasador global pentru Dior. În Februarie 2024, ea și-a înființat propriul ei label numit BLISSOO.